# Omokgyo (metropolitana di Seul)
Omokgyo (오목교역?, 梧木橋驛?, Omokgyo-yeokLR) è una stazione della metropolitana di Seul della linea 5 della metropolitana di Seul. La stazione si trova nel quartiere di Yangcheon-gu, nella zona sud-ovest di Seul. Il sottotitolo della stazione è Mokdong Stadium (목동운동장앞?, 木洞運動場앞?, Mokdong Undongjang-apLR).

## Linee
Seoul Metro
 Linea 5 (Codice: 521)

## Struttura
La stazione possiede due marciapiedi laterali a grande profondità, al sesto piano sotterraneo, con porte di banchina a protezione dei due binari passanti.
| Direzione Hanam Pungsan/Macheon | Linea 5 | per Yeouido, Gongdeok, Jongno 3-ga, Wangsimni, Sangil-dong e Macheon |
| Direzione Banghwa               | Linea 5 | per Kkachisan, Gimpo Aeroporto e Banghwa                             |

## Stazioni adiacenti
| «            | Servizio | »              |
| Linea 5      | Linea 5  | Linea 5        |
| ------------ | -------- | -------------- |
| 520 Mok-dong | -        | Yangpyeong 522 |